# Per-Inge Bengtsson
Per-Inge Bengtsson (* 29. Oktober 1961 in Karlstad) ist ein ehemaliger schwedischer Kanute.

## Erfolge
Per-Inge Bengtsson gehörte bei den Olympischen Spielen 1984 in Los Angeles neben Thomas Ohlsson, Lars-Erik Moberg und Tommy Karls zum schwedischen Aufgebot im Vierer-Kajak. Sie schlossen ihren Vorlauf auf dem dritten Platz ab und qualifizierten sich nach einem zweiten Platz im Halbfinale für den Endlauf. Die 1000-Meter-Distanz absolvierten sie dort in 3:02,81 Minuten, womit sie hinter dem australischen Vierer-Kajak und vor der französischen Mannschaft die Silbermedaille gewannen. Mit Lars-Erik Moberg startete Bengtsson außerdem im Zweier-Kajak über 500 Meter. Die beiden erreichten ebenfalls das Finale, das sie hinter Ian Ferguson und Paul MacDonald aus Neuseeland auf dem Silberrang beendeten.
Bei den Olympischen Spielen 1988 in Seoul wurden Bengtsson und Karl Sundqvist im Zweier-Kajak auf der 500-Meter-Distanz im Vorlauf disqualifiziert. Mit dem Vierer-Kajak gelang ihm dagegen über 1000 Meter die Finalqualifikation. Die schwedische Mannschaft blieb allerdings weit hinter den Medaillenplätzen zurück, als sie die Ziellinie als Achte überquerte.
1981 wurde Bengtsson in Nottingham mit dem Vierer-Kajak über 500 Meter Vizeweltmeister. Ein Jahr darauf belegte er in Belgrad mit dem Vierer-Kajak über dieselbe Strecke den dritten Platz und sicherte sich mit ihm über 1000 Meter den Titelgewinn. 1985 wiederholte Bengtsson in Mechelen mit dem Vierer-Kajak beide Platzierungen. Bei den Weltmeisterschaften 1987 in Duisburg belegte er mit dem Vierer-Kajak über 1000 Meter den zweiten Platz und im Zweier-Kajak mit Karl Sundqvist über 500 Meter Rang drei.